# نورتون اینترنت سکیوریتی
نورتون اینترنت سکیوریتی (به انگلیسی: Norton Internet Security)، نرم‌افزاری که شامل بخش‌های ضدبدافزار، دیوارآتش و ضدهرزنامه بوده و توسط شرکت سیمانتک منتشر شده‌است.

## نسخه‌های ویرایش ویندوز

### نسخه ۲۰۰۰
در اول ژانویه سال ۲۰۰۰ منتشر شد و اولین نرم‌افزار فراتر از حد انتظار شرکت سیمانتک در زمینه محافظت رایانه‌ها در برابر ویروس‌ها و فیلترهای کنترل محتوا بود. دیوار آتش در این نسخه بر مبنای تکنولوژی AtGuard شرکت دبلیوآرکیو بود. این نرم‌افزار می توانست از بارگیری و اجرا فایل‌های اکتیوایکس و جاوا اپلت بر روی رایانه توسط مرورگرها جلوگیری کند.

### نسخه ۲۰۰۱
این نسخه در ۱۸ سپتامبر ۲۰۰۰ برای پشتیبانی از نسخه‌های ویندوز می، ویندوز ان‌تی و ویندوز ۲۰۰۰ منتشر شد. در پی حمله ویروس‌های آی‌لاویو و آنا کورنیکوا این نسخه قادر بود بدون استفاده از داده‌های اطلاعاتی مربوط به شناسایی ویروس‌ها و تنها از روی رفتار ویروس‌ها مانع فعالیت آنها شود. دیوار آتش اینترنت سکیوریتی ارتباط نرم‌افزارها را با اینترنت کنترل می کرد و دسترسی آنها به اینترنت از طریق قوانین تعیین شده توسط سیمانتک مشخص می شد که کاربر آنها را در هنگام نصب نرم‌افزارها انتخاب می‌کرد.

### نسخه ۲۰۰۲
نسخه ۲۰۰۲ در ۲۸ آگوست ۲۰۰۱ معرفی شد. از جمله ویژگی‌های این نسخه سامانه هشدار ردگیر (Alert Tracker) بود که به کاربران در هنگامی که هکرها قصد دستیابی و کنترل سیستم آنها را داشتند هشدار می‌داد. همچنین برای جلوگیری از نصب برنامه‌های تقلبی در رایانه فهرست نرم‌افزارهای معتبر و شناخته شده که نورتون براساس آن میزان اعتبار و صحت یک نرم‌افزار را مشخص می‌کرد هر دوهفته یکبار به‌روز می‌شد. ویژگی دیگری که به این نسخه اضافه شده بود قسمت مسدودکننده تبلیغات بود که به کاربر کمک می‌کرد که در هنگام تماشای وب گاه‌ها آگهی‌های تبلیغاتی موجود در این وب‌گاه‌ها نمایش داده نشود.

### نسخه ۲۰۰۳
این نسخه در ۱۶ سپتامبر ۲۰۰۲ ارائه شد. هشداردهنده هرزنامه بخش جدیدی بود که در این نسخه به قسمت فیلترینگ هرزنامه‌ها اضافه شد. همچنین دیوار آتش آن به‌روز شده بود و یک دکمه مسدودکننده ترافیک به بخش اصلی رابط کاربری اضافه شده بود که کاربر می‌توانست ترافیک ورودی وخروجی سیستم را مسدود کند. پس از حملات گسترده کرم‌های نیمدا و کدسرخ به رایانه‌ها دیوار آتش در این نسخه تمام ترافیک‌های ورودی و خروجی سیستم را برای جلوگیری از تبادل مشکوک داده‌ها اسکن می‌کرد.

### نسخه ۲۰۰۴
در ۸ سپتامبر ۲۰۰۳ منتشر شد و محافظت در برابر آگهی‌افزارها، جاسوس افزارها و کی‌لاگرها از بخش‌های جدیدی بود که به این نسخه افزوده شد. قسمت فیلترینگ هرزنامه‌ها به ضدهرزنامه نورتون تغییر نام داد و برای فرستندگان ایمیل‌ها امکان ایجاد لیست سفید و سیاه وجود داشت. همچنین کاربران می‌توانستند خود قوانین مربوط به هرزنامه‌ها ایجاد کنند. ضدهرزنامه در این نسخه با اوت‌لوک، اوت‌لوک اکسپرس و ایودورا هماهنگ بود. همچنین در این نسخه ویژگی فعال‌سازی محصول برای استفاده قانونی از محصولات سیمانتک اضافه شد که شامل یک کد ۲۴ رقمی بود و بدون استفاده از آن، نرم‌افزار غیرفعال می‌شد.